# Małkieżdar Bukienbajew
Małkieżdar Bukienbajew (ros. Малкеждар Букенбаев, kaz. Малғаждар Бөкенбаев; ur. 6 marca 1924 we wsi Socżoł obecnie Żarkemer w rejonie mugałżarskim w obwodzie aktobskim, zm. 13 czerwca 2002 w Aktobe) – radziecki wojskowy narodowości kazachskiej, porucznik, Bohater Związku Radzieckiego (1945).

## Życiorys
Był Kazachem. Miał wykształcenie niepełne średnie. Pracował w rejonowej gazecie i w rejonowym sądzie ludowym. Od lipca 1942 służył w Armii Czerwonej, od lipca 1943 uczestniczył w wojnie z Niemcami, m.in. brał udział w walkach o Połtawę. Był czterokrotnie ranny. Jako dowódca plutonu 1081 pułku piechoty 312 Dywizji Piechoty 69 Armii 1 Frontu Białoruskiego w stopniu porucznika 20 lipca 1944 jako pierwszy sforsował wraz ze swoim plutonem Bug, po czym wziął udział w walkach o Dorohusk, gdzie zastrzelił niemieckiego oficera i wziął do niewoli 5 żołnierzy. Został wówczas ciężko ranny, jednak nie opuścił pola walki. W grudniu 1945 został zwolniony do rezerwy, w 1947 został członkiem WKP(b). W 1949 ukończył szkołę partyjną przy KC KPK, później był funkcjonariuszem partyjnym.

## Upamiętnienie
Jego imieniem nazwano ulicę, szkołę z internatem oraz instytut prawniczy w Aktiubińsku.

## Odznaczenia
- Złota Gwiazda Bohatera Związku Radzieckiego (27 lutego 1945)
- Order Lenina (27 lutego 1945)
- Order Wojny Ojczyźnianej I klasy
- Order Czerwonej Gwiazdy
- Order „Znak Honoru”

I medale.